# NATO二重決定
NATO二重決定（ナトーにじゅうけってい、英語：NATO Double-Track Decision）とは、ワルシャワ条約機構に軍縮を呼びかける一方、互いの軍縮圧力を高めるため西ヨーロッパに核兵器を搭載した中距離弾道ミサイルと準中距離弾道ミサイルを多数配備するとした1979年12月12日のNATOの決定である。
1972年に配備されたSS-20弾道ミサイルが、射程・命中精度ともにヨーロッパ諸国の脅威となったことに端を発した決定である。